# Congresox talabon
Congresox talabon är en fiskart som först beskrevs av Cuvier 1829.  Congresox talabon ingår i släktet Congresox och familjen Muraenesocidae. Inga underarter finns listade i Catalogue of Life.